# Саузерн, Эдвин
Сэр Эдвин Мэллор Садерн (англ. Edwin Mellor Southern; род. 7 июня 1938, Бернли, Великобритания) — британский молекулярный биолог.
Член Лондонского королевского общества (1983), лауреат премии Ласкера (2005). Премия была вручена за изобретение Саузерн-блоттинга. В годы его работы в Эдинбургском университете; метод получил широкое распространение в лабораториях.

## Ранние годы
Садерн родился в Бернли в графстве Ланкшир, учился в средней школе Бернли. В 1957 году уехал в Манчестерский университет изучать химию. В 1963 году, будучи выпускником, продолжил обучение на кафедре химии университета Глазго.

## Карьера
Садерн является заслуженным профессором Оксфордского университета и членом Тринити-колледжа в Оксфорде.
Садерн также основатель, председатель и главный научный сотрудник компании Oxford Gene Technology (OGT).

### Саузерн-блоттинг
Этот метод применяется в молекулярной биологии для выявления определенной последовательности ДНК в образце. Заключается в разделении фрагментов ДНК посредством гель-электрофореза с последующим переносом на мембранный фильтр. Является первым из ряда подобных методов.

### ДНК-микрочип
Этот метод был разработан в основанной Садерном компании OGT.

## Награды
В 1990 году Садерн стал одним из победителей международной премии Гайрднер. В 1998 награждён Медалью королевы. За развитие технологии микрочипов в 2003 году был удостоен титула рыцарь-бакалавр. В 2005 году вместе с сэром Алеком Джеффрисом был награждён престижной премией Альберта Ласкера в области клинических медицинских исследований. В этом же году удостоен премии Ассоциации биомолекулярных технологий (Association of Biomolecular Resource Facilities) за выдающийся вклад в развитие биомолекулярных методов.